# 利金
50°41′52″N 31°40′28″E / 50.69778°N 31.67444°E
利金（烏克蘭語：Лідин），是烏克蘭北部的村莊，隸屬切爾尼希夫州的尼任區。該村始建於1800年，面積0.81平方公里，海拔高度133米，2006年人口93，人口密度每平方公里114.4人。